# Mijntreinachtbaan
Een mijntreinachtbaan is een achtbaantype.

## Geschiedenis
De eerste mijntreinachtbaan was de Runaway Mine Train in Six Flags Over Texas die in 1966 gebouwd werd door Arrow met als oorspronkelijke naam Run-A-Way Mine Train. De Mine Train was samen met de Matterhorn Bobsleds in Disneyland een van de eerste baanontwerpen waarbij stalen buizen als rails werden gebruikt.

## Technische kenmerken
Mijntreinachtbanen hebben meerdere optakelingen en een baanopbouw met scherpe bochten en snelle duiken. Inversies zijn zeer ongewoon. Veel mijntreinachtbanen hebben een rangorde waarbij de locomotief vooraan is geplaatst. Voorbeelden hiervan zijn de Big Thunder Mountain Railroad en Colorado Adventure. Andere vaak voorkomende varianten zijn gemodelleerd als mijnwagentjes. Een voorbeeld hiervan is de Runaway Mine Train in Six Flags Over Texas.
In de rails van mijntreinachtbanen zitten vaak houten dwarsliggers verwerkt om de rails het uiterlijk te geven van een echte spoorbaan. Om de bezoeker nog meer het idee te geven in een op hol geslagen mijntrein te zitten, bevat een mijntreinachtbaan soms tunnels en loopt de baan vaak door een gethematiseerd vormgegeven landschap in bijvoorbeeld Wild West-stijl. De achtbaan is erop gericht om de bezoeker de ritervaring van een op hol geslagen mijntrein te geven.
Bekende producenten van mijntreinachtbanen zijn Vekoma (de Colorado Adventure (in Phantasialand)) en de Big Thunder Mountain Railroad (in diverse Disneyparken) en MACK Rides (de Alpen Express in Europa-Park).

## Mijntreinachtbanen in Nederland, België en Duitsland
In Nederland zijn geen mijntreinachtbanen te vinden hoewel de Mine Train (in Attractiepark Slagharen), de Toos-Express (in Attractiepark Toverland) en de Dynamite Express (in Familiepark Drievliet) vanwege het uiterlijk en andere kenmerken wel tot de mijntreinachtbanen gerekend zouden kunnen worden. In België kan men een mijntreinachtbaan vinden in Walibi Belgium genaamd Calamity Mine. In Duitsland zijn Alpenexpress "Enzian" (voorheen Grottenblitz) in Europa-Park en Colorado Adventure in Phantasialand.

## Galerij

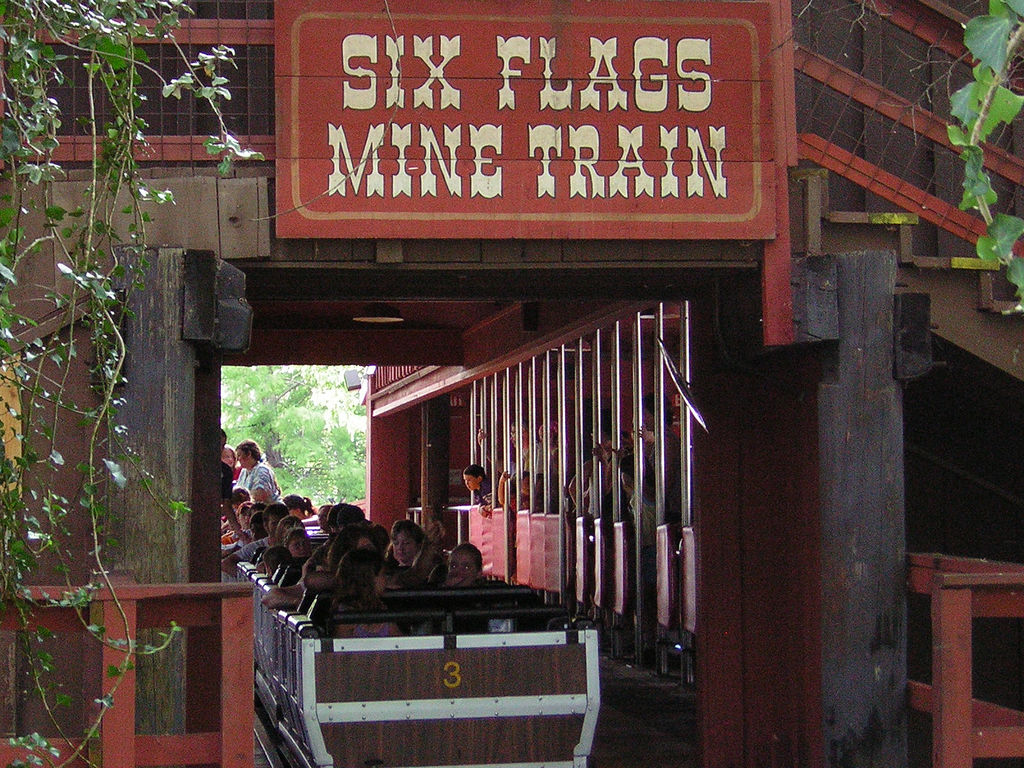
Mine Train in Six Flags Over Texas
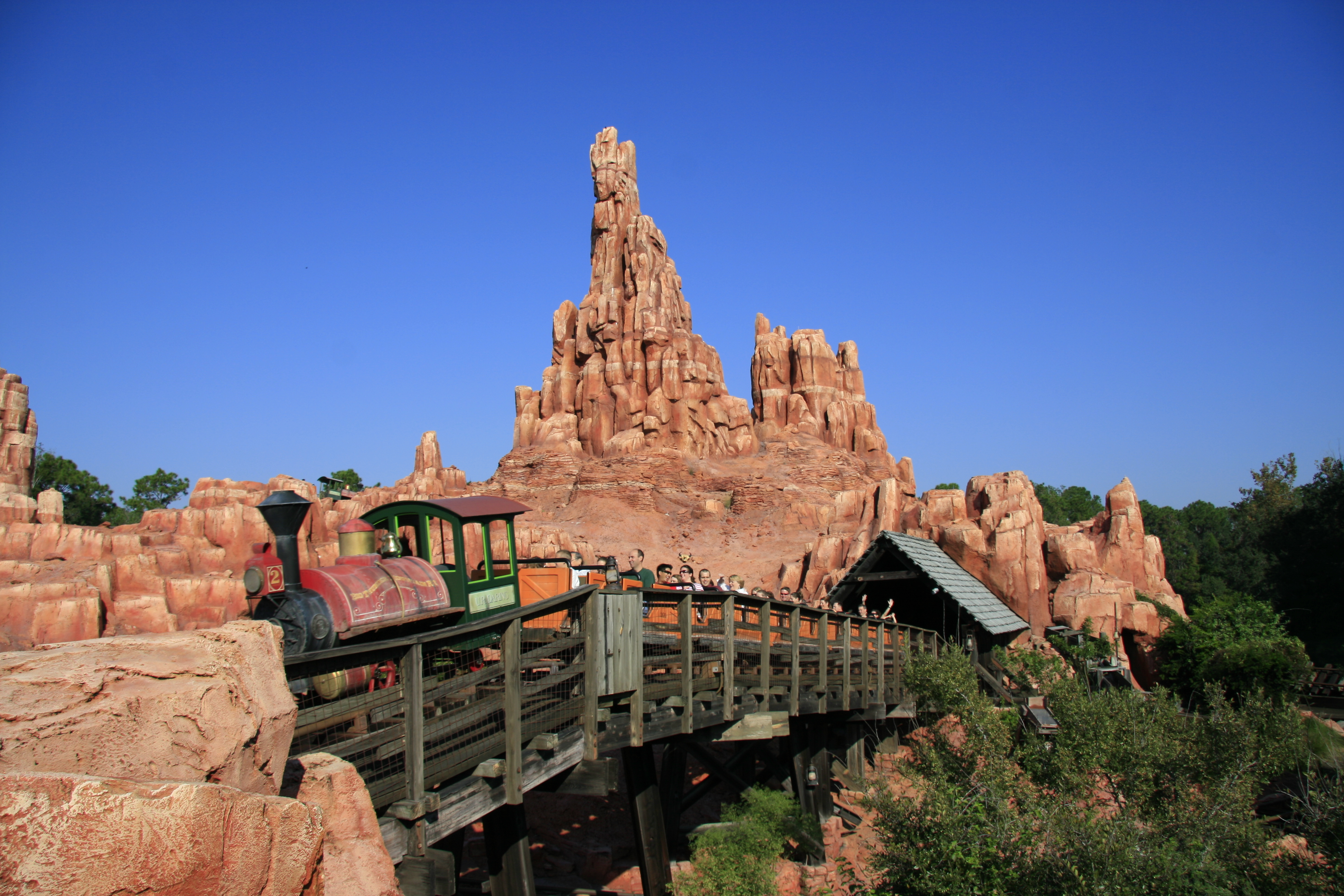
Big Thunder Mountain Railroad in Disney World
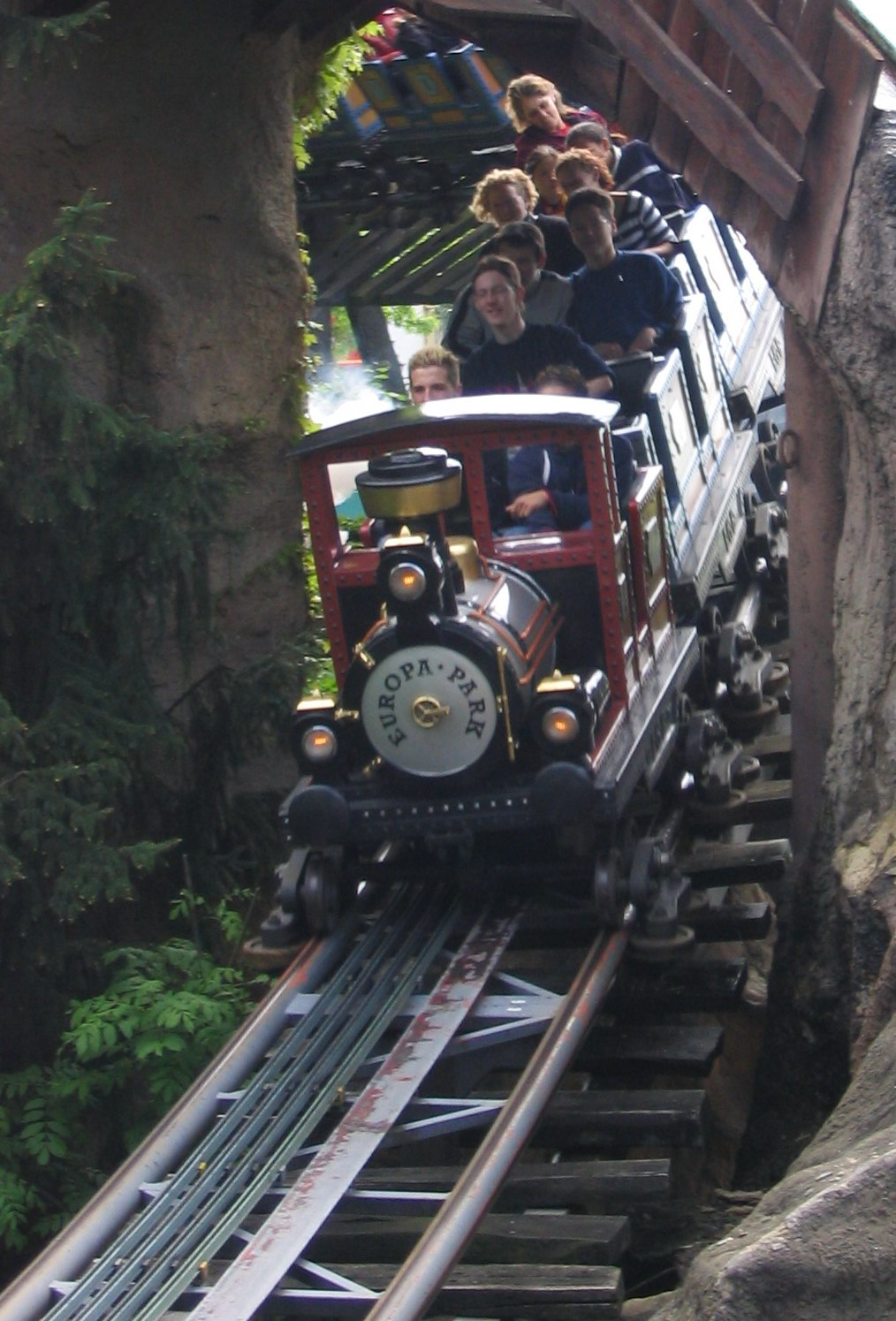
Alpenexpress "Enzian" in Europa-Park
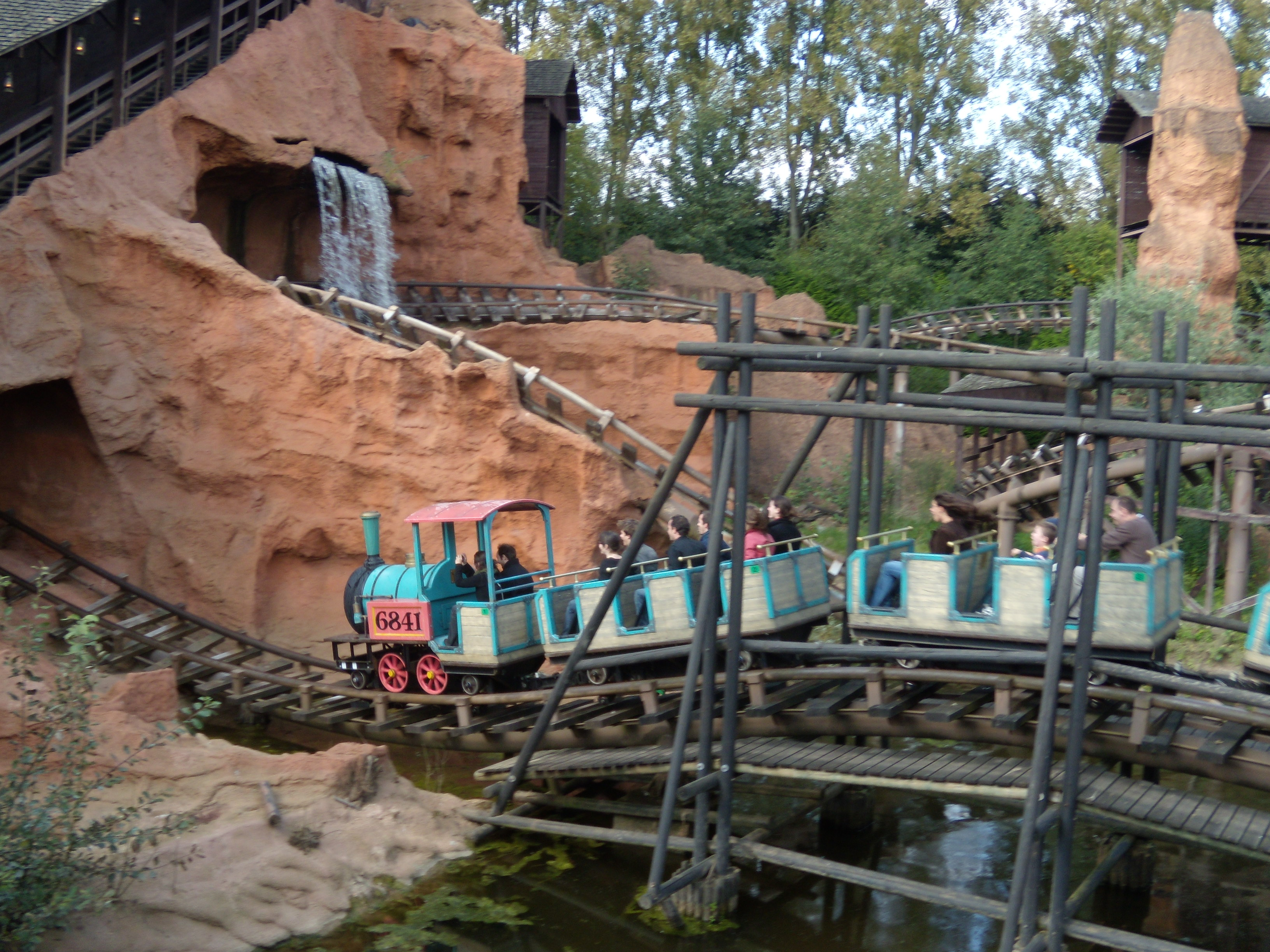
Calamity Mine in Walibi Belgium
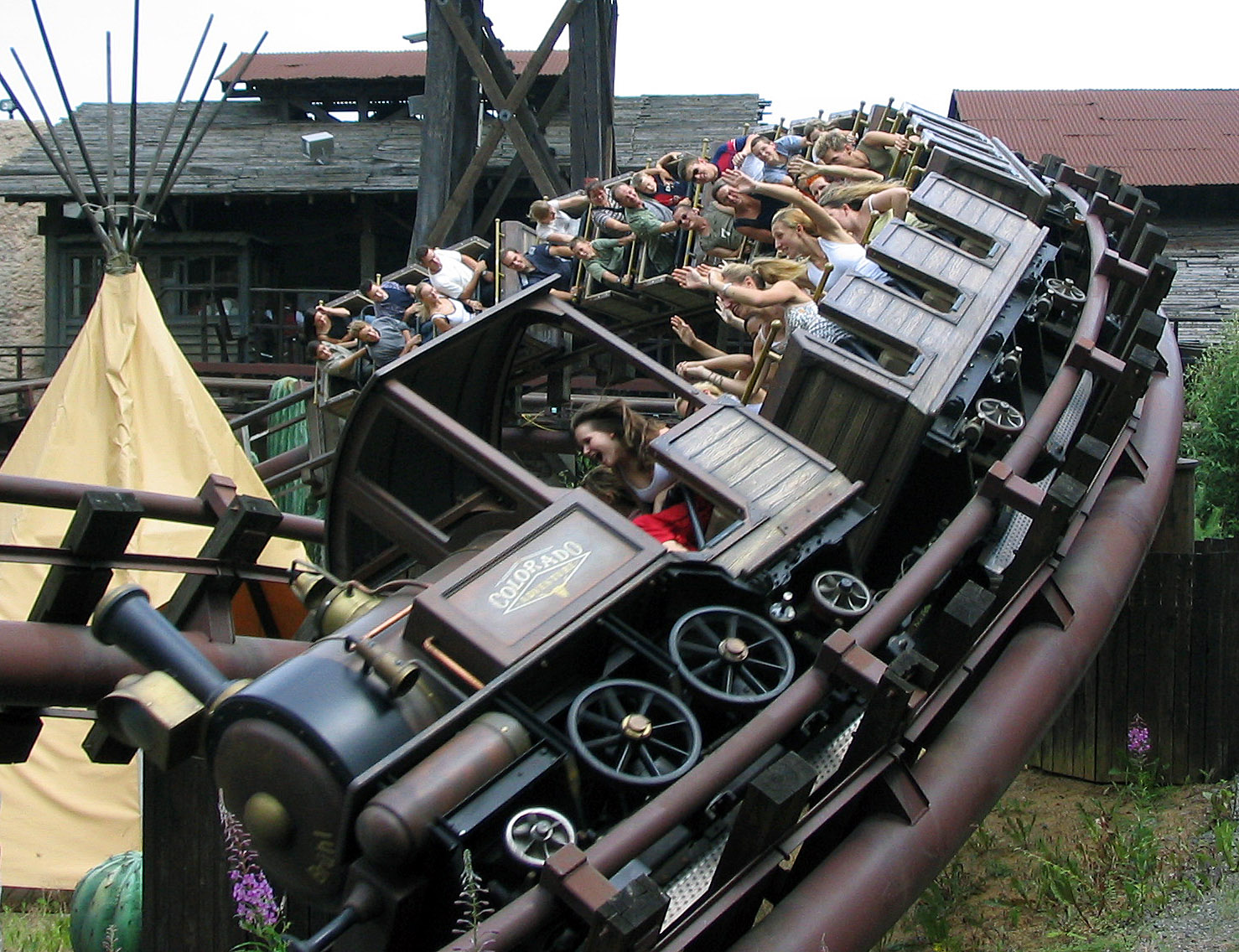
Colorado Adventure in Phantasialand
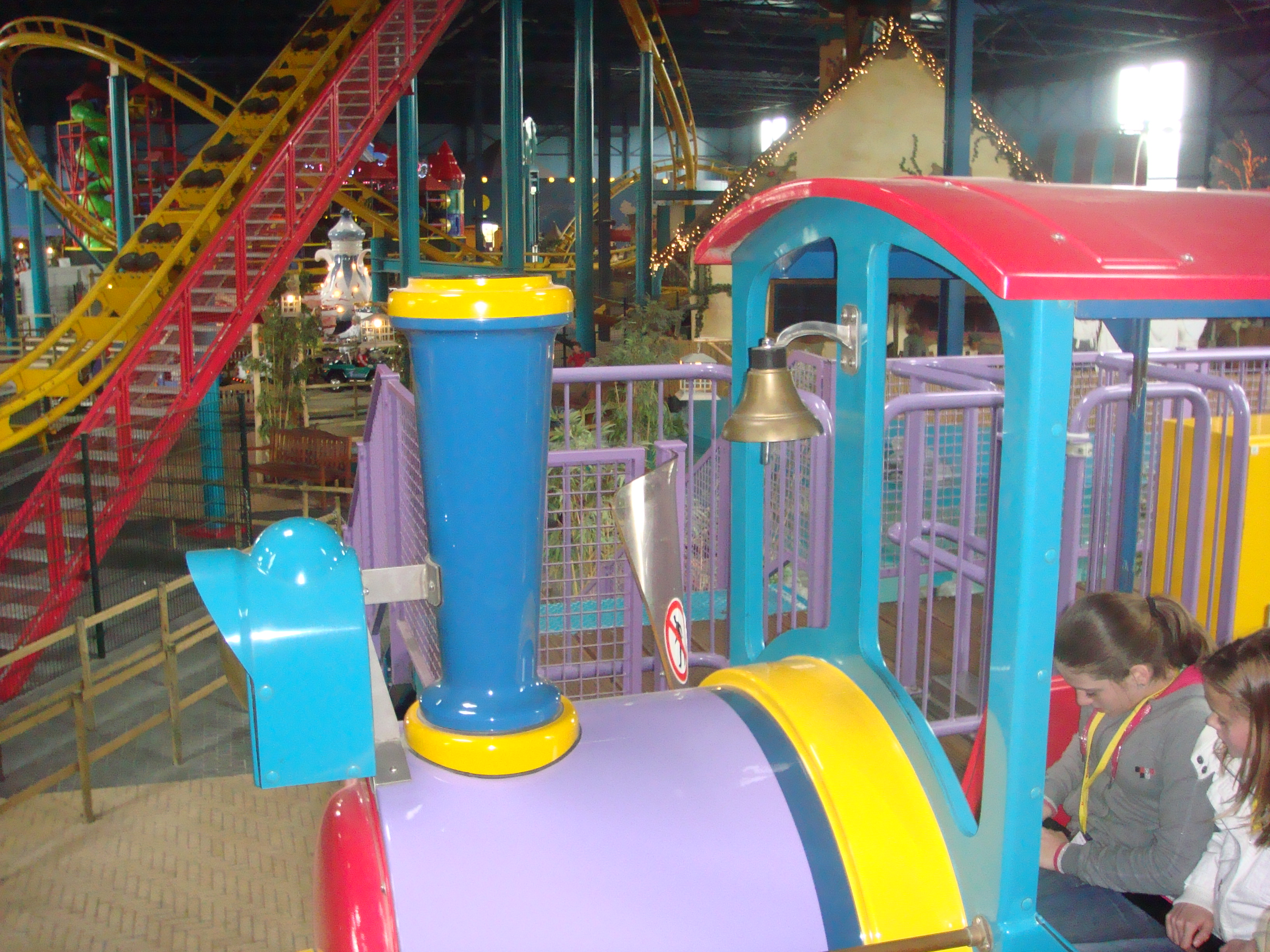
Toos-Express in Attractiepark Toverland
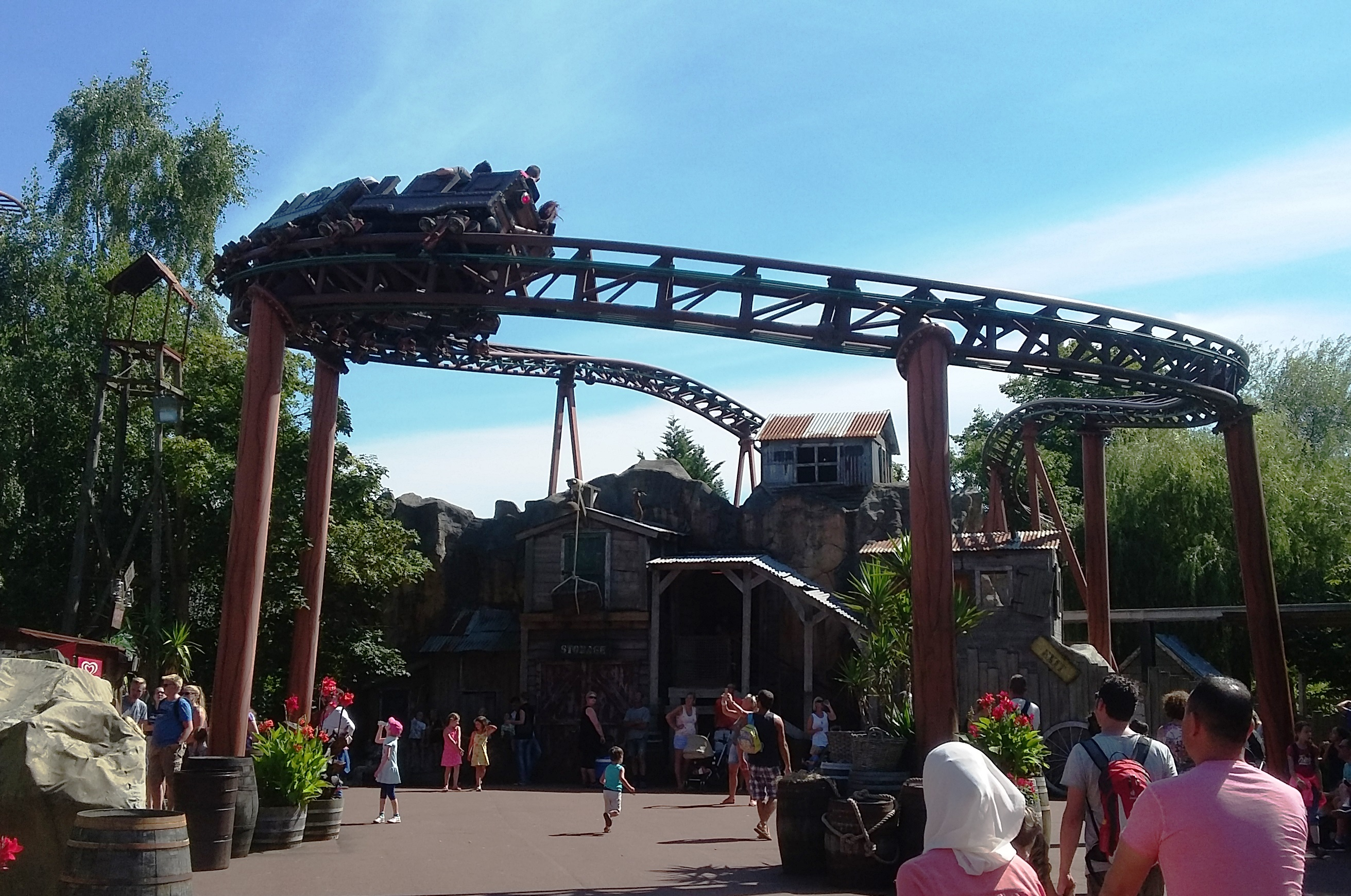
Dynamite Express in Familiepark Drievliet
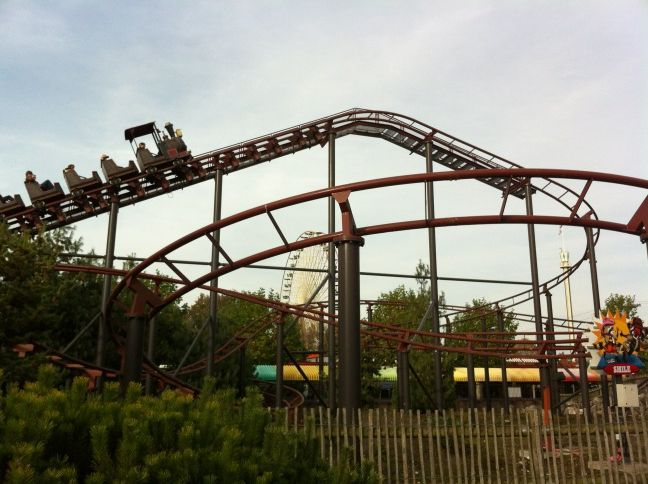
Mine Train in Attractiepark Slagharen